# Pauley Perrette
Pour les articles homonymes, voir Perrette.
Pauley Perrette, née le 27 mars 1969 à La Nouvelle-Orléans en Louisiane, est une actrice et chanteuse américaine. Elle est surtout connue pour son rôle d'Abigail Sciuto qu'elle interprète pendant 15 ans dans la série NCIS : Enquêtes spéciales.

## Biographie
Fille d'un employé d'une compagnie de téléphone, elle se destinait à devenir agent fédéral. Pauley Perrette étudie la criminologie à l'université, également la sociologie et la psychologie. Pour financer ses études, pendant trois ans elle tourne des publicités et des clips, ce qui lui ouvre quelques portes vers le milieu des séries TV. Elle est apparue dans le clip de Madonna Secret et dans le clip de Metallica The Unnamed Feeling.
Elle intègre le groupe de rock Lo-Ball dont elle a été une des chanteuses (notamment pour Can't Get me Down, bande originale du film La Revanche d'une blonde).
Elle interprète, de 2003 à 2018, le personnage d'Abigail Sciuto dans la série NCIS : Enquêtes spéciales.
Le 4 octobre 2017, elle annonce qu'elle quitte la série NCIS : Enquêtes spéciales après 15 saisons. Elle révèle en 2019 être partie à cause de Mark Harmon, acteur principal de la série, qui l'aurait agressée, à plusieurs reprises. Il aurait laissé son chien mordre un membre de l'équipe sans intervenir.
Elle obtient un des rôles principaux de la série Broke en 2019. La série est annulée en 2020 après une seule saison.
Le 2 octobre 2024, Pauley Perrette annonce mettre officiellement un terme à sa carrière d'actrice.

### Vie privée
Pauley Perrette a été mariée à l'acteur et musicien Coyote Shivers, dont elle divorce en 2006.
Elle se marie avec Michael Bosman le 14 février 2009.
En décembre 2011, elle partage sur Twitter être fiancée avec l'acteur anglais Thomas Arklie, un ex-Royal Marine. En décembre 2016, ils annoncent leur séparation après cinq ans de fiançailles.

## Filmographie

### En tant qu'actrice

#### Cinéma
- 1997 : The Price of Kissing de Vince DiPersio : Renee
- 1998 : Hand on the Pump de Brian Ash : la « Hi-Girl »
- 1998 : Hoofboy de Will Keenan
- 1999 : Batman, la relève : le Film (Batman Beyond: The Movie) (vidéofilm) de Dan Riba et Butch Lukic : la voix d'un officier de police
- 2000 : Civility de Caesar Cavaricci : Carolyn
- 2000 : Presque célèbre (Almost Famous) de Cameron Crowe : Alice Wisdom
- 2001 : My First Mister de Christine Lahti : « Bébé »
- 2002 : Red Skies de Larry Carroll et Robert Lieberman : Patty Peirson
- 2002 : Le Cercle (The Ring) de Gore Verbinski : Beth
- 2002 : Hungry Hearts de Rolf Schrader : Cokie Conner
- 2003 : Ash Tuesday de Jim Hershleder : Gina Mascara
- 2003 : Frère des ours (Brother Bear) de Aaron Blaise et Robert Walker : voix d'une ourse amoureuse
- 2004 : Cut and Run de David Harb : Jolene
- 2004 : A Moment of Grace de Alba Francesca : Dr Grace Peters
- 2005 : Potheads: The Movie de Michael Anton : LuLu
- 2010 : Satan Hates You de James Felix McKenney : Marie Flowers
- 2012 : I Am Bad de David Rackoff : la mère

#### Télévision
- 1994 : ABC Afterschool Specials (1 épisode Magical Make-Over) : Shannon
- 1996-1997 : Murder One (10 épisodes) créée par Steven Bochco, Charles H. Eglee et Channing Gibson (en) : Gwen
- 1996-1997 : Frasier (2 épisodes) : Rebecca
- 1997 : Demain à la une (Early Edition) (saison 1 épisode 13) créée par Ian Abrams, Patrick Q. Page et Vik Rubenfeld : Theresa Laparko
- 1998 : That's Life : Lisa
- 1998 : Une fille à scandales (The Naked Truth) (1 épisode) créée par Chris Thompson : Ilana
- 1998 : Le Drew Carey Show (4 épisodes) : Darcy
- 1999 : Jesse (3 épisodes) créée par Ira Ungerleider : Gwen
- 1999 : Batman, la relève (Batman Beyond) (1 épisode) de Alan Burnett : la voix d'une policière
- 1999 : Les Dessous de Veronica (1 épisode) : Nicole
- 1999 : Sarah (Time of Your Life) : Cecilia Wiznarski
- 2001 : Temps mort (Dead Last) créée par Patrick O'Neill : Erica
- 2001 : Smash : Charley
- 2001 : Special Unit 2 créée par Evan Katz : Alice Cramer
- 2001 : Philly créée par Steven Bochco et Alison Cross : Angela
- 2001 : Dawson (Dawson's Creek) créée par Kevin Williamson : Rachel Weir
- 2002 : 24 Heures chrono (24) créé par Joel Surnow et Robert Cochran : Tanya
- 2002 : Haunted créée par Andrew Cosby et Rick Ramage : Nadine
- 2003 : Les Experts créée par Anthony E. Zuiker : Candice
- 2003  : JAG : Abigail Sciuto (2 épisodes)
- 2003 - 2018 : NCIS : Enquêtes spéciales : Abigail Sciuto (principale saison 1 à 15)
- 2009 : NCIS : Los Angeles : Abigail Sciuto (2 épisodes)
- 2014 - 2015 : NCIS : Nouvelle-Orléans : Abigail Sciuto (2 épisodes)
- 2015 : Scooby-Doo : Rencontre avec Kiss : Delilah Domino, The Crimson Witch
- 2019 : Broke : Jackie

#### DVD
- 2012 : Humanité 2.0 de Ray Kurzweil : Ramona

### En tant que productrice
- 2001 : The American Shame : productrice associée

### En tant que réalisatrice
- 2013 : Jenny (court métrage)
- 2013 : Citizen Lane (long métrage documentaire)